# Paillard-Bolex
Paillard-Bolex war eine Abteilung des schweizerischen Feinmechanikunternehmens Paillard, in der Schmalfilm-Apparate fabriziert wurden. Sitz des ursprünglichen Familienunternehmens war Yverdon-les-Bains in der Romandie. Produziert wurde hauptsächlich im benachbarten Sainte-Croix VD. Die Markenrechte für Bolex werden heute von der Bolex International SA mit Sitz in Villars-sur-Ollon, Gemeinde Ollon, verwaltet.

## Geschichte
Getrieben durch die Wirtschaftskrise ab 1929–30 suchte Firmendirektor Albert Paillard neue Produkte für neue Märkte. Am Anfang des 20. Jahrhunderts produzierte das aufstrebende Unternehmen Bleistiftspitzgeräte, Rechenmaschinen, Metronome, Spieldosen und Grammophone.
Die meist jungen und innovationsfreudigen Ingenieure entwickelten bereits 1914 Schreibmaschinen, die unter dem Markennamen HERMES produziert wurden, ein internationaler Durchbruch für die mittlerweile 1000 Angestellte zählende Firma. Das nächste feinmechanische Wunder aus den Paillard-Werken sollte die tragbare HERMES Baby werden. Mitte der 1930er war sie eine der kleinsten Schreibmaschinen der Welt und bald geschätzt von Journalisten und Literaten. 1929 hatte das Unternehmen begonnen, sich mit dem Projekt einer Federwerkfilmkamera für die Reise zu befassen. Im September 1930 kaufte Paillard die konkursite Genfer Aktiengesellschaft Bol. Bolex war eine seit 1924 eingetragene Handelsmarke. Sie gehörte Jacques Bogopolsky und Charles Haccius.
Im April 1935 wurden erste Exemplare des Modells H nach England, Frankreich, Deutschland und Italien geschickt, um von Händlern angeboten und beworben zu werden. Die ersten zum Verkauf bestimmten H-Kameras für 16-mm-Film verließen die Fabrik im Juni 1935. Die von Bogopolsky vertriebenen Schmalfilmgeräte führte Paillard-Bolex bis 1936 weiter.

## Produkte

### H-Kamera

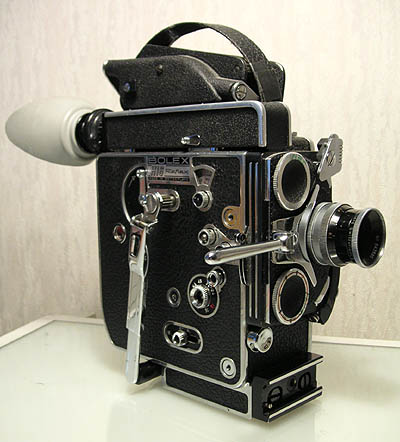
Paillard-Bolex-Kamera, Modell H 16 Reflex 5

Die Filmkamera, Modell H, war für 16-mm-Film und für 9,5-mm-Film erhältlich, ab März 1938 auch für Doppel-8-Film. H 9 wurden vermutlich nicht mehr als 100 verkauft. Die H 8 wurde zum Nonplusultra des Kleinfilms. Bei den frühen Modellen sind die Namen PAILLARD BOLEX mit Lack auf die Belederung gedruckt, wobei es nach heutigem Wissensstand vier verschiedene Gestaltungsarten gab. Es sind auch Modelle ohne irgendwelche Bezeichnung bekannt. Romain Talbot, Berlin, verkaufte H-Kameras mit eigenem Namensschild «Errtee».

Herausragende Eigenheiten der H 16 waren ursprünglich eine Filmeinfädelautomatik, eine Kupplung zwischen Feder und Mechanismus, zwei Möglichkeiten, die Feder aufzuziehen, und stark ausgedehnter unterer Bereich der Bildfrequenzen. 

Mit der Einfädelautomatik sind die Paillard-Bolex-H-Kameras sehr schnell und stets korrekt geladen. Dank der Kupplung hat man die Möglichkeit, den Film mit Handkurbel beliebig weit vor- und zurückzudrehen. Die Feder konnte mit dem abklappbaren von Bol übernommenen Schlüssel, Zubehör-Code SLUZE, am Kern oder mit einer umklappbaren Kurbel über das Federhaus gespannt werden. Bei den frühen Modellen ist also Nachspannen der Feder bei laufendem Film möglich. Ein langer, schlanker Fliehkraftregler besonderer Konstruktion begünstigt genaues Einstellen der Bildfrequenz zwischen 8 und 24 pro Sekunde, feiner noch als beim Ciné-Kodak Special von 1933.
Die H-Kameras sind in Leichtbauweise mit zwei Aluminiumplatinen in einem Aluminium-Druckgußgehäuse konstruiert. Die Druckgußteile kamen von der INJECTA, Teufenthal. Ein abgeschnittener Revolver für drei Objektive ist in Mittenstellung nicht breiter als das Gehäuse. Der Öffnungswinkel im Umlaufverschluss beträgt 190 Grad bis Seriennummer 100'400 bzw. 97'800. Diese vergleichsweise große Öffnung wurde mit einem etwas „steileren“ Steuerkörper im Greiferrahmen für schnelleren Filmzug erreicht.
Ein auf die Objektivbrennweiten 15, 25 und 75 mm einstellbarer Schachtsucher mit (unvollständigem) Parallaxenausgleich, Tragebügel mit Federstahlblatt und ⅜-Zoll-Stativgewinde im Gehäuseboden ergänzten das Bauprogramm. Die äußerliche Gestaltung der Kamera entsprach der Ästhetik von Armbanduhr und Handtasche: Metallglanz und Lederimitat.
1936 wurde ein Einstellprisma hinter der oberen Objektivöffnung zugefügt. 1939 wurde ein Einzelbildzählwerk erhältlich, das seitlich am Gehäuse angeschraubt und mit der Kurbelwelle gekoppelt wird. Durch die Jahre wurden das Bilderzählwerk nach innen verlegt und ein auf acht Brennweiten einstellbarer neuer Schachtsucher geliefert. 1952 erschien eine Stereo-Ausrüstung von Kern. Ein Verschiebeuntersatz, „Rack-Over“, wurde 1953 von Toledo Cine Engineering, Ohio, auf den Markt gebracht. Im selben Jahr bot Tullio Pellegrini, San Francisco, den Einbau eines im Lauf verstellbaren Verschlusses an. 1954 wurden der Schleppdoppelgreifer und ein ausgewuchteter Verschluss mit Öffnungswinkel 145 Grad (144 Grad effektiv) eingeführt (ab Seriennummer 100'401). 1956 kamen Reflexsucher, 1959 verstellbarer Verschluss und 1963 die herausgeführte Greiferwelle für Synchronmotoren.
Nach und nach sind verschiedene Änderungen, wie Klapphebel an der Revolverscheibe, umgekehrte Filmseitenführung oder beim Aufsetzen des Deckels aufspringende Schleifenformer erfolgt. Auch unsichtbare Dinge wie Muttern auf den Halteschrauben des Tragbügels oder beweglich gelagerter Bremstopf des Reglers gehören dazu. Die Idee, Aufzugkurbel und Handkurbel zusammenzunehmen, ist, obschon patentiert, nicht ausgeführt worden.
Der Doppelprismen-Reflexsucher führt einerseits einen Längenversatz in den Strahlengang ein, weshalb spezielle mit RX gekennzeichnete Objektive gebaut wurden, und besitzt andererseits eine asymmetrische Geometrie, die sich umso stärker bemerkbar macht, je mehr man die Gegenstandsweite verkürzt und den Objektivauszug verlängert. Für Makro- und Mikroaufnahmen sind die Standard-Modelle besser geeignet als die mit Reflexsucher. Auf das Rackover von Paillard können auch H-Kameras mit Großboden aufgesetzt werden.

### Taschenkameras
1942 erschien das Modell L 8 für den seit 1932 erhältlichen Doppel-8-Film. Die Bezeichnung steht für Lady oder Elle. Es ist ein Abkömmling des Filmo 8 von Bell & Howell (1935). Zu dieser kompakten Handtaschenkamera kamen bis 1966 die Modelle B 8, C 8 und D 8 hinzu, die wiederum bis zum Zoom-Automaten ausgebaut wurden. Mit Zoomobjektiv beziehungsweise in Form der S-, P- und K-Modelle mit fest angebautem Handgriff ist das Konzept der Taschenkamera jedoch verloren gegangen. Das Modell 7.5 MACROZOOM hatte die geschlossene äußere Form zuletzt doch noch geboten.
Dank ihrer einfachen Anlage und der erstklassigen Herstellgüte können die Paillard-Taschenkameras bei vertretbarem Aufwand generalüberholt werden. So lange Doppel-8-Film erhältlich ist, wird man sie benutzen können.

### Projektoren und Zubehör
1936 kam das Paillard-Bolex-Modell G heraus, ein in mehreren Formatvarianten gebauter Apparat, der bis Ende 1956 hergestellt wurde. Von 1939 bis 1946 baute ebenfalls Paillard ein Schall-Projektor-Modell mit optischem Ton (Spule 240 Mt.). Von 1947 bis 1950 kam eine zweite Version mit erhöhter Spulkapazität bis 480 Mt. sowie einem "Blimp" (Geräuschminderung). Der M 8 von 1949 (bis 1960) ist einer der besten Projektoren für Normal-8-Film. Eine großzügig bemessene Steuerscheibe für den Greifer und Ölfilzschmierung mit zentraler Speisung zeichnen den Apparat aus. Er kann von 12 bis 25 Bilder pro Sekunde laufen, wurde jedoch 1961 (bis 1966) vom geräuscharmen Modell 18-5 abgelöst, der im Normalgang leider nur 18, dafür flimmerfrei auch 5 Bilder pro Sekunde dank Verdopplung der Verschlusslamellen durch Zentrifugalkraft spielt. Das von 1965 bis 1973 hergestellte 18-5 L-Modell ist die Super-8-Version. Der Super-8-COMMAG-Projektor SM 8 wurde von SILMA von 1966 bis 1974 in Italien gebaut.
1960 begann Paillard-Bolex die S-Serie (Sound) für 16-mm-Film zu liefern, über deren abenteuerliche Entstehung noch geforscht wird, aber das muss noch bewiesen werden. Während sein Kunststoffgetriebe sehr geräuscharm funktioniert, sind Stroboskopscheiben mit falschen Löcherzahlen eingebaut, wonach z. B. nicht 18 Bilder pro Sekunde eingestellt werden, sondern es in Wirklichkeit 18,1818 B./s sind. Bei den Modellen S-221 und S-321 ist überdies der Abstand zwischen optischer Achse (Mitte Bildfenster) und Magnettonkopf 23 Bilder pro Sekunde, wobei der internationale Standard 28 Bilder pro Sekunde war, weswegen Paillard als Zubehör (zum damaligen Brutto-Preis von SFr. 160.-, Ref. DISON) normgerechte Kopfmoduln anbieten musste. (Für die S-221-Modelle galt dies aber nur ab Seriennummer 116950). Filmkanal und Greifersystem sind erstklassig ausgestaltet, das letzte Greifersystem-Modell war pneumatisch. Die Gerätefüsse (davon 3 einstellbar) waren aus Aluminiumguss gebaut; die vier Seiten der Gehäusezarge waren aus Massivholzplatten gefertigt, wobei die Wangen des Gehäuses aus Kreuzholzbrettern gebaut. Die untere elastische Halterung war verschraubt; die beiden oberen elastischen Halterungen ("Silentblock") mussten nach oben gebogen und in gespannten Zustand angezogen werden.
Als Zubehör bot Paillard-Bolex für die H-Kamera den für 16 mm und 8 mm umstellbaren Rackover-Untersatz an, das „Eye-Level-Focus“, Stative, Handgriffe, Zwischentuben für Nahaufnahmen, ein Makro-Gerät, Titelgeräte, Unterwassergehäuse, Elektromotoren, Filmklebepressen, Umroller, Spulen und anderes mehr. Zulieferer waren Linhof, Hugenschmidt, Novoflex, Perfectone, Neuberger, Posso, Grundig u. a. m. Die optische Lösung des Parallaxenproblems bei den Taschenkameras, «Proxirect», wurde von Hermann Schneider & Co., Hamburg, geliefert. Von den Synchronisiergeräten zu den Projektoren ist der Synchronizer M 8 vielseitig verwendbar. Mit Zahnrolle funktioniert er exakt. Der Synchronizer 18-5 hingegen verursacht manchmal schlechten Bildstand, weil die Stromzufuhr zum Projektormotor just im Moment des Greiferabsetzens unterbrochen werden kann.

## Internationale Verbreitung
Nach den ersten Verkaufserfolgen in Europa begann Paillard über die American Bolex Company in New York City ab 1937 auch in der Neuen Welt Fuß zu fassen.
Dokumentarfilmer schätzten die relativ leichte und vielseitige Paillard-Bolex. Das 16-mm-Film-Format wurde weiterentwickelt für Schule, Industrie und Wissenschaft, denn das Material war günstiger als der übliche Normalfilm. Indes blieben den Amateuren und Hobbyfilmern die Formate 9,5 mm und Doppel-8, später auch Super-8 und Single-8.
1960 zählte Paillard-Bolex zu den renommiertesten Unternehmen im technischen „High-End“-Sektor. Das Unternehmen Paillard beschäftigte inzwischen über 6000 Mitarbeiter in Yverdon, Sainte-Croix und Orbe. Weltweit arbeiteten schätzungsweise sogar 10'000 Personen für Paillard. Somit zählte Paillard zu den größten Industrie-Unternehmen der damaligen französischsprachigen Schweiz. Allerdings stieß der patriarchische Führungsstil auf wenig Gegenliebe bei den Angestellten.
Der Einbruch von Paillard-Bolex begann nach der 1965 auf den Markt gebrachten Super-8-Filmkassette des „gelben Riesen“ Kodak. Das revolutionäre Einwegprinzip des amerikanischen Filmherstellers und die in diesem Zuge neuentwickelten Kameras anderer Hersteller zwangen Paillard langsam, aber kontinuierlich in die Knie. Der magere Erfolg mit der als Joint Venture ARRI-Paillard ab 1966 gebauten Bolex 16 Pro trug das Seine dazu bei. Auf den Jahreswechsel 1969–70 verkaufte Paillard die Abteilung Bolex an den österreichischen Filmgerätehersteller Eumig.
Nach dem Konkurs von Eumig 1982 kam es zu einem Management-Buy-out des 16-mm-Sektors, der seither mit Bolex International, S. A., firmiert. Eine kleine Gruppe von Technikern montierte bis etwa 2020 Kameras aus Teilen vorhandener Lagerbestände.
Auf dem Gebrauchtmarkt werden noch heute zahlreiche Paillard-Bolex-Kameras angeboten und von Liebhabern und Sammlern aufgekauft. An einigen amerikanischen Hochschulen sind Paillard-Bolex-H 16 verbindliches Ausbildungsmittel in den Einstiegskursen der Filmklassen. Paillard-Bolex-Kameras sind bei Trickfilm-Herstellern wegen ihrer technischen Vielseitigkeit und ihres günstigen Preises sehr beliebt. Für eine kommerzielle Auswertung werden heute vornehmlich Modelle für Super-16-Film eingesetzt.

## Digitale Kinokamera d16
Im Jahre 2012 gestattete Bolex International einem US-Startup unter Joe Rubinstein, Kamera-Entwickler in Los Angeles, die Verwendung des Namens für eine Digitale Kinokamera. Die „Digital-Bolex“ verfügt über einen Kodak-CCD-Sensor mit Super-16-Film-Übergröße, einen C-Mount-Objektivanschluss (PL-Mount ebenfalls verfügbar, weitere sollten folgen) und Aufzeichnung auf interne Festplatte und Compact-Flash-Cards im CinemaDNG-Format.
Die Auslieferung der ersten Kameras begann an US-Adressen im Dezember 2013. Bolex plante, diese neue Kamera noch im Jahr 2013 auf den internationalen Markt zu bringen, allerdings wurde die internationale Bestellbarkeit ohne direkte Beteiligung von Bolex International durch Digital Bolex im Mai 2014 ermöglicht. Auch eine monochrome Version mit dem gleichen Sensor, jedoch ohne Farbfilter über den Pixeln, wurde angeboten. Die Kosten für die Entwicklung der Kamera wurden über Crowdfunding aufgebracht.
Ende Juni 2016 wurden Herstellung und Verkauf der Kamera eingestellt.